# 陳冲 (臺灣)
陳冲（1949年10月13日—），中華民國政治人物、財經學者，現任願景工程基金會、新世代金融基金會董事長、東吳大學法商講座教授暨東吳企管客座教授，曾任行政院院長、台灣證券交易所董事長、合作金庫商業銀行董事長、永豐金融控股公司董事長、行政院金融監督管理委員會主任委員、財政部常務次長、中國農民銀行企劃部經理、德國法蘭克福大學訪問學人、中華大學講座教授等職。2012年2月因財經與法律專長，被任命為行政院院長，2013年2月離職。2017年成為台灣一帶一路經貿促進協會最高顧問至今。

## 家庭
依據2013年年初陳冲響應教育部「家庭教育年」所寫的家書，經聯合報刊載，其中提到：依「福建中醫大學學報第2006期」記載，清朝乾嘉年間有陳少邱遷居到福州，行醫濟世，從此六代皆懸壺鄉里，陳冲的曾祖父陳燮藩在1902年創立福州中醫公會為創會長，人稱五世醫，祖父篤初先生則為六世醫，並為中央國醫館任命為福建國醫分館籌備人。學報中稱陳篤初「精通六藝，擅畫朱竹，工於折枝，有醫界三絕之稱」。
文章也提到其父陳實懽「是一介把玩計算尺的機械工程師，曾受雇於美商工程顧問公司，英文造詣不錯，卻因家學淵源詩名遠播」。依上海復旦大學出版「台灣詩鐘研究」一書：「也因在台灣詩鐘界的盛名，所以中國俗文學學會詩鐘委員會想要重振福建詩風，王鶴齡主任委員就在80年代開始積極和實懽先生保持聯絡。80年代末，其父至福州探親，該學會與福州三山詩社就共同邀請墨客舉辦歡迎詩會雅集，而有「滌還一唱」。當時兩首詩「滌垢豈容藏好世，還元乃得見真吾」、「滌此性靈無比潔，還吾面目本來真」曾傳誦一時。1998年中國俗文學學會紀念志社成立百年，舉辦詩鐘大賽，實懽先生獨得二元一眼一花，冠於眾墨客。」

## 經歷
由銀行基層工作做起，歷任中華民國財政金融界多項要職。
1989年，陳冲擔任農民銀行企劃部經理時，受時任財政部長郭婉容任用為財政部法規會執行秘書，爾後於一年內調任為金融司副司長。1994年，林振國出任部長，陳冲升任保險司長，一年後再調升為金融局長，1998年升任次長。 
2000年，新任財政部長顏慶章邀陳冲為政務次長。內閣於2002年改組，陳冲出任臺灣證券交易所董事長，使陳冲的金融資歷擴及銀行、保險與證券三個主要領域。
陳在證交所董事長任內，未取董事會出席費、未領員工分紅，並調降自己的年薪，同時推行指數型基金、推動調整制度，使台股得以在英國富時指數（FTSE）中升級。
2004年，陳冲轉任合作金庫董事長，任內將合庫推上市，成功民營化，合併農民銀行，並邀請法國巴黎銀行集團為策略聯盟，進一步完成成立以來第一次現金增資，提升銀行資本適足率。但2006年12月，因公股不支持而離任。2007年3月，擔任中信證（今凱基證）董事長一職，當年該公司創下最佳業績。2008年6月，在永豐金董事長何壽川的力邀之下，陳接任永豐金董事長。

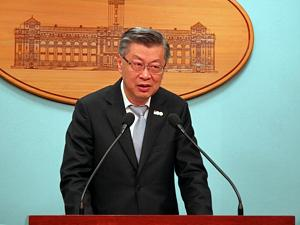
時任行政院副院長陳冲（攝於2011年）

2008年12月，陳冲出任行政院金管會主委。2010年，內閣改組，陳冲升任行政院副院長。

### 行政院院長
2012年2月6日，陳冲被總統馬英九任命為行政院院長，成為中華民國第四位以財經專長的閣揆。
2012年2月24日，陳冲首次以行政院院長的身份赴立法院進行施政報告，初時因瘦肉精問題而受在野黨杯葛，經數小時的朝野協商，陳冲順利上台報告。
2012年3月5日晚間，發布含瘦肉精美牛可以有條件輸台之政策。
2012年，全年實質薪資扣除物價漲幅後，減少一．六％，為史上第三大減幅，只比2008及2009年好。
2013年1月31日，因健康與家庭因素向馬總統請辭，並於2月17日離職。
行政院院長任內擘劃推動「經濟動能推升方案」，其中包括「中堅企業躍升計畫」與「三業四化計畫」。

## 荣誉

### 中华民国勋章奖章
- 一等景星勋章（2012年2月17日于台北总统府颁授[7]）
- 一等卿云勋章（2013年3月11日于台北总统府颁授[8]）

## 評價
馬英九總統評曰：「陳風破浪不畏難，冲鋒陷陣為台灣，好轉景氣厥功偉，讚譽改革永留傳」。

## 觀點
2008年12月，在台股受世界金融風暴衝擊下，受邀出任金融監督管理委員會主委，先後發表「紅酒指數」及「無基之彈」說法，說明全球富人參與的為景氣領先指標，以及各股資金面與基本面關係，恢復投資人信心，股市漸趨回穩。
2009年6月，陳冲赴香港演講「從世界盃足球賽看金融危機處理」，是1997年以來台灣赴香港最高層次，並與中國銀監會劉主席商談，達成兩岸金融合作監理原則，其後並於2009/11/16順利完成雙方以官銜簽訂的金融監理合作備忘錄，奠定雙方金融機構互設據點的基礎。
2012年10月2日，陳冲認為薪資停滯加薪困難，是因為產業沒轉型、工時減少，被批評世界競爭力年報指出台灣人平均一年工作時數是2,282小時。
2012年12月27日，陳冲就民進黨於2013年欲發起113大遊行，表示「希望能回歸體制做理性討論，聚眾上街非民主常態」。
2013月1月10日，陳冲提名汪用和出任國家通訊傳播委員會委員，然時值反媒體壟斷運動對於旺旺中時媒體集團之臺灣壹傳媒併購案持續抗爭之際。國民黨籍汪用和為旺旺中時媒體集團旗下之中天電視主播，國民黨立委周守訓之妻，且其父之公司為受中國大陸叔公投資之中資公司。其提名遭民進黨立委質疑影響國家通訊傳播委員會之獨立性，而未能通過。
2014年5月27日，在金融總會舉辦的「金融服務業發展新契機」研討會上，稱對中國不安或不信任部分來自童話「大就是邪惡」的「原罪」，中國大陸也應了解「大會引發疑慮」；並以英國童話《傑克與魔豆》為例，傑克明明是個闖進巨人家裡搗亂的「不良少年」，還害得巨人摔死；結果，大家看到巨人摔下來都拍手叫好，卻沒有去思考，傑克做了不好的事情，只因為「大就是邪惡的」。然而根據原故事，該巨人會吃人，並非「正派」角色。
2016年7月17日，針對各地方調高房屋稅且擬回溯，陳冲在聯合報專欄「房屋稅宜廢不宜增 （页面存档备份，存于）」，引發各縣市長反彈，但其後各地方政府卻紛採止漲、分期、檢討等措施。
2018年1月21日，陳冲專欄以「財團法人法令人生畏」為題，指出目前送到立法院的財團法人法，其實不在建立制度，而是「轉型正義」式的要回收對若干財團法人的控制。2月14日聯合晚報以頭版頭條呼應，引發廣泛討論；3月28日在立法院審查時也有熱烈爭辯。
2018年3月7日，陳冲與負數票協會理事長張天鷞至中選會遞件，提案對「負數票」制度舉行公投，以督促政黨負責任提名候選人。

## 著作
曾著書《法國狼與貓頭鷹》等五本，與外界分享所見所聞。平時會以動物比喻人事物，使聽者從趣味中能加以理解所述內容。在民間服務時，於《工商時報》、《聯合報》、《經濟日報》撰寫專欄，先後發表逾三百篇。
- 《信用狀基本法律理論》，1981年初版，分別於1984、1989、1990、1991、1994年修訂版（財團法人金融人員研究訓練中心）。

- 《比較銀行法》，1992年初版，1994年與1998年修訂版（金融研訓院）。
- 《法國狼與貓頭鷹》 — 陳冲的金融觀與國際觀，2007年出版三刷（聯經）[16]。
- 《自傘自度，還是上帝之手》，2009年3月1日出版（台灣金融研訓中心）[17]。
- 《扳動轉轍前的思考》2014年11月
- 《折冲千里悠見南山-金融老兵的諍話》2016年9月
- 《跬步財經雲端》2018年12月
- 《流金歲月》2020年12月
- 《數位思潮的奇幻漂流》2021年12月
- 《Adventures in The Appacus Wonderland – Wanting to Know What The Truth Is》2023年5月
- 《地緣經濟新課綱—潮平兩岸闊 風正一帆懸》2024年12月

## 外部連結
- 愛狗及書 開卷有益
- 陳冲 幫Funny心理治療
- 陳冲太晚回家…老婆臭臉 狗狗熱臉 （页面存档备份，存于）
- 陳冲：10號公報 評估延後上路 （页面存档备份，存于）
- 總統令-陳冲任命令 （页面存档备份，存于）
- 行政院 - 院長簡歷 陳冲 （页面存档备份，存于）

| 中華民國政府職務                    | 中華民國政府職務                                                                         | 中華民國政府職務                  |
| ----------------------------------- | ---------------------------------------------------------------------------------------- | --------------------------------- |
| 行政院                              |                                                                                          |                                   |
| 前任： 陳樹                         | 行政院金融監督管理委員會主任委員 第五任 2008年12月1日—2010年5月17日                      | 繼任： 陳裕璋                     |
| 前任： 朱立倫                       | 行政院副院長 第三十七任 2010年5月17日—2012年2月6日                                       | 繼任： 江宜樺                     |
| 前任： 朱立倫（行政院消費者保護會） | 行政院消費者保護委員會主任委員 第十四任（行政院副院長兼任） 2010年5月17日—2011年12月31日 | 改制為行政院消費者保護處 （末任） |
| 前任： 吳敦義                       | 行政院院長 第二十四任 2012年2月6日—2013年2月18日                                         | 繼任： 江宜樺                     |